# Milionari a l'instant
Milionari a l'instant (títol original: Taking Care of Business) és una pel·lícula de comèdia estrenada el 1990, i protagonitzada per James Belushi i Charles Grodin. Va ser dirigida per Arthur Hiller. La pel·lícula va ser llançada en el Regne Unit amb el títol  de Filofax. Ha estat doblada al català.
Les escenes de beisbol de la pel·lícula van ser gravades en l'Angel Stadium of Anaheim a Califòrnia.

## Argument
Jimmy Dworski (Belushi), un lladre de cotxes i fan dels Chicago Cubs, guanya entrades per les World Sèries. Desafortunadament, encara li queden dos dies per sortir de la presó i el alcaide (Hector Elizondo) no el deixa sortir i tornar. Amb l'ajuda d'altres presoners, Jimmy organitza una revolta per poder escapar-se i veure el partit. En el camí, troba l'agenda personal Filofax de l'executiu publicitari Spencer Barnes (Grodin), que promet una recompensa a qui la trobi.
L'endemà, Jimmy assumeix la identitat de Barnes -allotjant-se a la casa de platja a Malib del cap de Spencer, lligant amb la filla del cap, fins i tot reunint-se amb el magnat d'una poderosa empresa de menjar japonès, anomenat Sakamoto (Mako).
El comportament inadequat del "fals Spencer", com ara guanyar al magnat en tennis i parlar-li sobre la mala qualitat dels seus productes, crida l'atenció de Sakamoto. No obstant això, les res convencionals negociacions amb l'empresa ofenen a alguns dels executius, arruïnant la reputació de Spencer. Mentrestant, amb la pèrdua de la seva agenda personal, el Spencer real està desesperat. Havent perdut tota la seva roba, el seu cotxe i els seus diners, ha de dependre d'una antiga coneguda de la universitat, la neuròtica Debbie Lipton, que intenta reavivar una relació amb ell.
Finalment, Jimmy i Spencer es troben en una reunió amb els executius publicitaris, on Spencer és acomiadat pel seu cap. Com a consolació, Jimmy porta a Spencer a les World Sèries. Spencer arregla el matrimoni amb la seva dona, que s'havia desesperat amb el seu excessiu treball. Jimmy torna a la presó, hi passa les seves dues últimes hores i surt, trobant-se amb Spencer que el va a recollir. Aquest li promet una bella promesa i un treball ben pagat en  publicitat.

## Repartiment
- James Belushi: Jimmy Dworski.
- Charles Grodin: Spencer Barnes.
- Mako: Mr. Sakamoto
- Héctor Elizondo: the Warden.
- Veronica Hamel: Elizabeth Barnes.
- Loryn Locklin: Jewel Bentley.
- Anne D'Excepte: Debbie Lipton.
- Burke Byrnes: Guàrdia de la presó

## Rebuda
La pel·lícula va rebre crítiques negatives, i té una puntuació de 25% a Rotten Tomatoes. Va recaptar 20 milions de dòlars als Estats Units.